# Мирчинк, Софья Георгиевна
Софья Георгиевна Мирчинк (3 [16] сентября 1913, Москва — 20 декабря 1962, Москва) — советский геолог-стратиграф, четвертичник, неотектонист, россыпник. Член многих экспертных комиссий по оценке месторождений золота в Западной Сибири, на Лене и в Средней Азии.

## Биография
Родилась 3 (16) сентября 1913 года в Москве. Старшая дочь в семье геолога, профессора Георгия Фёдоровича Мирчинка (1889—1942).
Начала учиться (до 7 класса) в 10 школе Хамовнического отдела Народного образования (ХОНО) Москвы. Посещала художественные курсы (мечтала стать художником-пейзажистом).
В 1932 году получила среднее образование на рабфаке.
В 1932—1933 годах начала работать препаратором в Научно-исследовательском геолого-разведочном нефтяном институте.
В 1933—1938 годах училась в Московском геологоразведочном институте, научной работой занималась под руководством Е. Н. Щукиной. Дипломная работа по теме «Третичные отложения Алтая». Получила диплом МГРИ «с отличием» в 1940 году.
Была коллектором в летних экспедициях ГИН АН СССР (1936—1938).

### Работа в ЦНИГРИ
С 1938 года работала в Московском геолого-разведочном институте золота (НИГРИЗолото).
В 1938-1940 годах проводила исследования в Ленском золотоносном районе, .
В 1940-1943 годах работала в Кузнецком Алатау.
С 1948 года работала в Баргузинском золотоносном районе.
Была в экспедициях в Забайкалье, Патомское нагорье, Енисейский кряж. Занималась геологической съёмкой, вопросами стратиграфии докембрия и четвертичных отложений. Основная работа была связана с изучением геологии золотоносных россыпей. Работала на месторождениях золота, большая часть работ опубликована в виде отчётов которые хранятся в фондах ЦНИГРИ.
В 1948 году защитила в Институте геологических наук АН СССР диссертацию на соискание учёной степени кандидата геолого-минералогических наук по теме «История развития мезозоя и кайнозоя центральной части Южно-Енисейского кряжа и связанные с ней золотоносные россыпи». Выяснила тесную связь геологии россыпей с новейшими тектоническими движениями.
В 1950 году была утверждена в звании Старший научный сотрудник по специальности геология.
Скончалась 20 декабря 1962 года в Москве, после тяжёлой непродолжительной болезни.

## Награды и премии
- 1946 — Медаль «За доблестный труд в Великой Отечественной войне 1941—1945 гг.»
- 1948 — Медаль «В память 800-летия Москвы»

## Членство в организациях
- Комиссия по изучению четвертичного периода[5].
- Учёный совет Центрального научно-исследовательского геолого-разведочного института Главгеологии при Совете министров СССР.
- Экспертные комиссии по оценке месторождений золота в Сибири и Средней Азии.

## Память
В 1962 году в честь С. Г. Мирчинк была названа улица в городе Балей, Читинской области.